# Tiszacsécse
Tiszacsécse je obec v Maďarsku v župě Szabolcs-Szatmár-Bereg v okrese Fehérgyarmat. Leží při řece Tise na hranici s Ukrajinou.
Má rozlohu 481 ha a v roce 2015 zde žilo 245 obyvatel.

## Zajímavosti
Ve vesnici se u kostela nachází samostatně stojící dřevěná zvonice postavená v roce 1822. Zvonice má sloupovo-rámovou konstrukci.
Roku 1879 se tu narodil významný maďarský spislovatel Zsigmond Móricz.